# BMW F650 GS
La BMW F650 GS è una motocicletta prodotta dalla casa motociclistica tedesca BMW, la cui prima presentazione risale al 2000 e la cui produzione è terminata nel 2012 sostituita dalla F700 GS.
Ha un forte carattere italiano poiché i primi modelli sono stati prodotti negli stessi stabilimenti Aprilia dove veniva prodotta anche la Pegaso.

## Contesto
Facente parte della serie GS (acronimo di Gelände/Straße, in italiano Terreno/Strada) che identifica i vari modelli destinati al duplice uso strada/fuoristrada, si tratta di una enduro versatile a cui è stata riconosciuta una impostazione di guida comoda e una frenata sicura mentre i suoi difetti venivano trovati nel peso elevato, anche se non rilevante agli effetti della percorribilità in strada e fuori e nella posizione della sella per l'uso sugli sterrati.

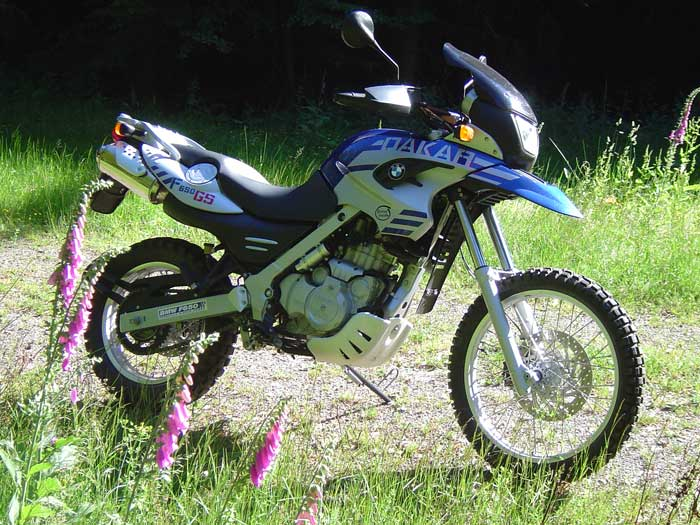
La versione Dakar

Dal 2000 al 2007 il propulsore è stato un monocilindrico a 4 tempi da 652 cm³ di cilindrata, mentre dal 2008, pur mantenendo la stessa denominazione, il nuovo propulsore è un bicilindrico con cubatura aumentata a 798 cm³, lo stesso che equipaggia la BMW F 800.
Già dalla prima versione disponeva dell'iniezione elettronica e della marmitta catalitica e dopo le varie evoluzioni succedutesi riusciva ad erogare una potenza di circa 50 CV.

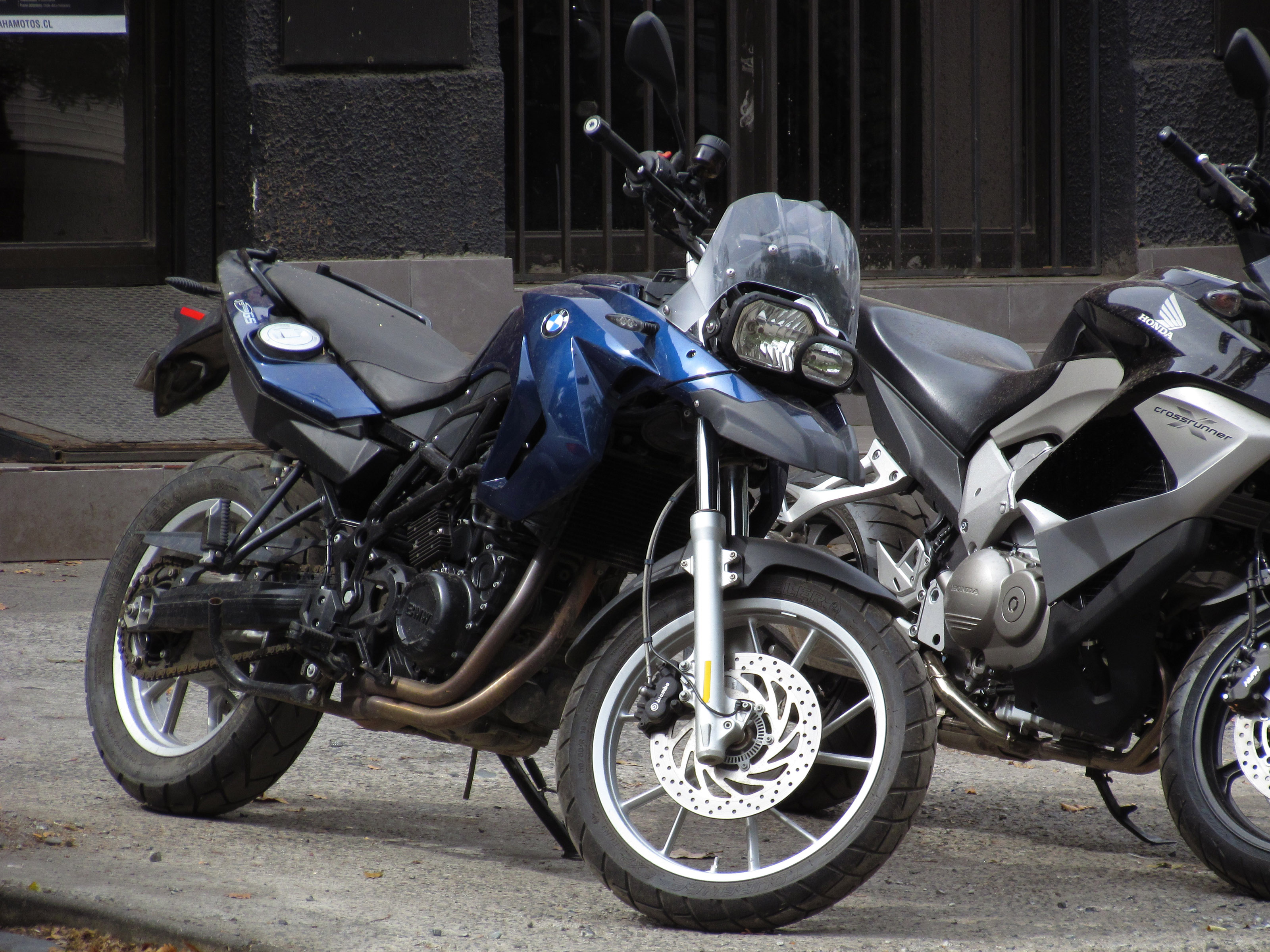
BMW F 650 GS post-restyling 2008 dotata dell'unita da 800 cc

La ciclistica prevedeva un telaio bitrave in acciaio, una forcella anteriore con steli da 41 mm e un forcellone posteriore dotato di mono ammortizzatore regolabile. Le regolazioni delle sospensioni erano leggermente diverse tra la versione di base e quella denominata Dakar, quest'ultima maggiormente impostata alla guida in fuoristrada.
L'impianto frenante era composto da freno a disco singolo sia all'anteriore che al posteriore, prodotti dalla Brembo.
Al pari invece di altre due ruote più prettamente destinate alla guida stradale, la 650 GS offriva l'ABS disinseribile, le manopole riscaldate e la possibilità di essere equipaggiata di motovalige.